# Chaim Langfus
Chaim Dawid Langfus (ur. 1882, zm. 1943 w Majdanku) – żydowski działacz polityczny, członek Rady Miejskiej Lublina.

## Życiorys
Pochodził z Lublina, ale w 1904 przeniósł się do Nowego Sącza, gdzie należał do współzałożycieli partii „Robotnicy Syjonu” („Poalej Syjon”). W latach I wojny światowej powrócił do Lublina i w 1917 był najpewniej wśród sygnatariuszy oficjalnego powołania „Poalej Syjon” w Lublinie; rok później organizował Żydowski Komitet Wyborczy „Poalej Syjon” i został wybrany w skład Rady Miejskiej. Także w latach międzywojennych był radnym, i to zaliczanym do najaktywniejszych; jako reprezentant Lewicy „Poalej Syjon” znany był z obrony interesów społeczności żydowskiej Lublina. W latach 1927–29 brał udział w pracach Komisji Rewizyjnej Rady Miejskiej. Był też m.in. członkiem zarządu Lubelskiej Kasy Chorych oraz organizował Żydowską Bezprocentową Kasę Pożyczkową.
W latach okupacji pracował jako księgowy w jednej z firm niemieckich, ale mimo znaczącej pozycji społecznej nie wszedł w skład Judenratu. Poniósł śmierć na Majdanku.